# Ulaga (Jiayin)
Ulaga (chinesisch 乌拉嘎镇, Pinyin Wūlāgá Zhèn) ist eine Großgemeinde des Kreises Jiayin der bezirksfreien Stadt Yichun in der nordostchinesischen Provinz Heilongjiang. Ulaga liegt im Süden des Kreises und grenzt dort an den Kreis Luobei der Stadt Hegang.

## Geschichte
Die Großgemeinde hat ihren Namen nach dem Fluss Ulaga (乌拉嘎河). Im Oroqenischen heißt Ulaga „oberer Fluss“. 1939 unter japanischer Besatzung begann hier die Ausbeutung reicher Goldvorkommen. Nach der Niederlage Japans im Zweiten Weltkrieg wurde 1946 das „Amt Goldmine Ulaga-Tal“ (乌拉嘎沟金矿局) gegründet, das 1947 mit der Kreisregierung fusionierte. Im Jahre 1956 wurde schließlich die „Gemeinde Ulaga“ gegründet, die zusammen mit der Goldmine bereits im Herbst 1958 in die „Volkskommune Goldener Stern“ (金星人民公社) umgewandelt wurde. Diese änderte im April 1959 ihren Namen in „Volkskommune Ulaga“. 1962 wurden Goldmine und Ziviladministration wieder voneinander getrennt, im Februar 1984 dann die „Großgemeinde Ulaga“ gegründet.

## Geographie
Ulaga liegt am Nordhang des Kleinen Hinggan-Gebirges. Die Großgemeinde hat eine Fläche von 591 km² und 7.881 Einwohner (Stand: Zensus 2010). Ulaga gehört zu den traditionellen Siedlungsgebieten des Volkes der Oroqen. Neben diesen leben in der Großgemeinde noch Mandschu, Koreaner, Hui und in der Mehrzahl (ca. 96 %) Han-Chinesen.

## Administrative Gliederung
Auf Dorfebene setzt sich Ulaga aus zwei Einwohnergemeinschaften und vier Dörfern zusammen. Diese sind:
- Einwohnergemeinschaft Tuanjie (团结社区), Sitz der Gemeinderegierung;
- Einwohnergemeinschaft Jinxing (金星社区);
- Dorf Jinfeng (金丰村);
- Dorf Jinshui (金水村);
- Dorf Lizhi (立志村);
- Dorf Shengli der Oroqen (胜利鄂伦春族村).